# Đình Pác Mòng
Đình Pác Mòng là di tích lịch sử văn hóa thuộc phường Lương Văn Tri, tỉnh Lạng Sơn. Đình Pác Mòng gắn với lễ hội Pác Mòng được tổ chức dịp tết âm lịch hàng năm, mở đầu cho các lễ hội mùa xuân về vùng văn hóa xứ Lạng. Đình Pác Mòng thờ vua Đinh Tiên Hoàng và hai vị tướng Lưu Đình Học, Nguyễn Đình Lục đã cầm quân đánh giặc, dẹp loạn tại vùng biên giới phía Bắc. Đây là ngôi đình cổ thờ Vua Đinh do cộng đồng người dân tộc Tày, Nùng xây dựng. Đình được xếp hạng di tích lịch sử văn hóa.
Cũng giống như đình Pò Háng ở khu Bính Xá, xã Kiên Mộc tỉnh Lạng Sơn hay đền Phja Đeng thuộc xã Cường Lợi, huyện Na Rì, tỉnh Bắc Kạn. Đình Pác Mòng là di tích thờ Vua Đinh Tiên Hoàng của người Tày, Nùng. Việc xuất hiện nhân vật lịch sử này trên vùng đất Xứ Lạng cho thấy sự giao thoa văn hóa của dân tộc Kinh trong cộng đồng các dân tộc thiểu số Tày, Nùng ở miền núi phía Bắc.

## Lịch sử
Vùng đất Lạng Sơn có núi non bao bọc hiểm trở, xưa chỉ có một con đường độc đạo từ dưới xuôi đi qua. Với vị trí quan trọng như vậy các tướng đời vua Đinh Tiên Hoàng đã chọn nơi này làm đại bản doanh án ngữ con đường lên phía Bắc, phía Tây Bắc có ngọn núi Khau Puồng là đại bản doanh (còn gọi là đô thiên đài) của vua Đinh Tiên Hoàng, vợ là nàng Hoa, nàng Hồng và các tướng lĩnh. Phía Tây Nam có ngọn núi Khuôn Nhà do vị tướng Lưu Đình Học, có vợ là nàng Công cùng các binh lính. Phía Đông có núi Khau Khoang do tướng Nguyễn Đình Lục có vợ là nàng Hanh, nàng Cánh cùng các binh lính. Trên đỉnh các ngọn núi xây thành đắp lũy vững chắc, đến nay trên đỉnh núi Khau Puồng còn có dấu tích tường thành xây bằng đá.
Sau khi vua Đinh Tiên Hoàng mất, nhân dân trong vùng nhớ công lao của nhà vua và các tướng sĩ bèn lập miếu để thờ vua Đinh trên đỉnh núi Khau Puồng. Một ngày trời quang mây tạnh bỗng có một gắp gianh trên đỉnh núi Khau Puồng bay xuống gò đồi Pác Moòng, dân trong vùng cho là điềm lành bèn lập đình thờ tại đây. Lại có một gắp gianh trên đỉnh Khau Puồng bay về Nà Thạc (thuộc xã Yên Trạch), nhân dân Nà Thạc cũng lập miếu thờ, nhưng chỉ ít lâu sau gắp gianh lại bay về đình Pác Moòng từ đó nhân dân Nà Thạc cũng theo về cúng lễ ở đình Pác Moòng.
Đình thờ Pác Moòng từ nhiều đời nay do dòng họ Chu trông coi quản lý. Ngôi đình nằm trên một gò đồi quay mặt về hướng nam, xưa kia vốn là một ngôi đình nhỏ lợp bằng gianh, sau khi họ Chu được toàn quyền trông coi đã cùng dân trong vùng góp sức, góp của, đình được xây bằng gạch cay, lợp ngói âm dương, ngôi đình được xây 3 gian, hai bên đầu hồi có 2 con sư tử chầu. Trên đỉnh mái có xây 1 tháp nhỏ hình mặt trời. Bên trong đình, gian giữa có bệ thờ hai cấp, phía trên đặt một bát hương to, trên tường tạc một chữ "Thần", hai bên có câu đối bằng chữ Nôm. Hai bên hồi nhà có đôi câu đối. Truyền rằng ngôi đình này rất thiêng, ngày xưa mọi người đi qua đình phải bỏ mũ, nón trên đầu, nếu đi ngựa phải xuống ngựa dắt qua nếu không, khi về đến nhà sẽ bị ốm hoặc gặp chuyện không hay.

## Lễ hội Pác Mòng
Lễ hội đình Pác Mòng tổ chức vào ngày 5 tháng giêng âm lịch hàng năm với mục đích cầu các thần linh phù hộ cho một năm mới gió thuận, mưa hòa, cuộc sống bình an, hạnh phúc. Hội Pác Mòng được coi là một lễ hội lớn thu hút nhiều người đến dự và là khởi đầu cho mùa lễ hội xuân ở vùng đất xứ Lạng. Đối với người dân thành phố Lạng Sơn và các vùng lân cận, lễ hội đầu năm luôn thu hút mọi người tìm đến nhất chính là Hội mía khu vực đình Pác Moòng - lễ hội lồng tồng vào ngày 5 tháng Giêng. Lễ hội Pác Mòng cùng với Lễ hội Phài Lừa rất nổi tiếng ở vùng văn hóa xứ Lạng, vì thế mà ca dao nơi đây có câu:
Phài Lừa thuyền chạy đua sông
Pác Mòng mở hội nhớ công Tiên Hoàng
Vào ngày mùng 5 Tết hàng năm tại phường Lương Văn Tri, Lạng Sơn, lễ hội Pác Mòng được mở với quy mô lớn, có sự tham gia của người dân Lạng Sơn. Ngay từ chiều 1/2 (mùng 4 Tết) nhiều người, nhất là các trai làng, gái bản từ 8 bản làng: Đồng Mỏ, Đồng Đăng, Cao Kiệt, Xiên Cù, Bản Quách, Khuôn Nhà, Pác Cáp, Khuôn Nghiền sắm lễ vật là lợn quay, xôi nhà.
Hội Pác Mòng gắn liền với nét đặc sắc văn hoá của lễ hội Lồng Tồng (hội xuống đồng) của người Tày, Nùng khởi đầu mùa gieo trồng mới. Đêm đến, sau khi đến thắp hương tại ngôi đình vua Đinh Tiên Hoàng ở giữa làng, nam thanh, nữ tú tham dự các hoạt động múa sư tử, đánh sảng và hát Sli, Lượn.
Trong trí nhớ của nhiều người, hội Pác Mòng hay được gọi là Hội mía cây số 5 (đường 1A cũ) vì trong lễ hội, có rất nhiều mía được bày bán phục vụ người dự hội. Theo quan niệm dân gian, mùa xuân đi hội mía, ăn mía, mua mía về làm quà là sự ước vọng, cầu mong sự may mắn, sức khỏe, tài lộc và những điều tốt lành sẽ đến như những cây mía ngon ngọt của mùa xuân.
Người dân tộc thiểu số ở Pác Mòng vẫn giữ được nét văn hoá khá đặc sắc. Điển hình là những bài mang âm hưởng của lễ hội Lồng Tồng.